# Hans Rechenmacher
Hans Rechenmacher (* 23. Juni 1962 in Triftern) ist ein emeritierter deutscher römisch-katholischer Theologe und Hochschullehrer.

## Leben
Hans Rechenmacher studierte von 1981 bis 1983 katholische Theologie in München, von 1983 bis 1984 im Theologischen Studienjahr Jerusalem an der Dormitio-Abtei, von 1984 bis 1986 in München und von 1986 bis 1987 rabbinische Literatur in Jerusalem (DAAD-gefördert). Von 1992 bis 1995 war er wissenschaftlicher Mitarbeiter von Wolfgang Richter am Institut für Ugaritische und Hebräische Sprach- und Literaturwissenschaft in München. Nach der Promotion 1994 zum Dr. theol. in München und der Habilitation 1996 für Alttestamentliche Einleitung und Exegese und Biblisch-Orientalische Sprachen an der Universität München (DFG-gefördert) war er von 1997 bis 2002 Privatdozent in München. Seit 1992 arbeitet er am Projekt Biblia Hebraica transcripta zur elektronischen Erfassung und Verarbeitung der sprachwissenschaftlichen Daten des bibelhebräischen Korpus mit. Von 2002 bis 2004 war er außerordentlicher, assoziierter Professor an der Universität Stellenbosch. Seit 2004 ist er ordentliches Mitglied der Europäischen Akademie der Wissenschaften und Künste, Klasse VII Weltreligionen. Von 2004 bis 2005 vertrat er einen Lehrstuhl an der Universität Würzburg. Von 2005 bis 2006 vertrat er einen Lehrstuhl an der Universität München. Seit 2006 lehrte er als Professor für Biblische Einleitung und Biblische Hilfswissenschaften in Würzburg. Seit 2011 ist er Herausgeber der Reihe Arbeiten zu Text und Sprache im Alten Testament. 2020 veröffentlichte er mit Viktor Golinets und Annemarie Frank das DFG-geförderte Datenbankprojekt 'Althebräische Personennamen'.
Seine Forschungsschwerpunkte sind hebräische Syntax, hebräische Personennamen, hebraistische Datenbanken und poetische Texte des Alten Testaments, insbesondere das Buch Ijob.

## Schriften (Auswahl)
- Jungfrau, Tochter Babel. Eine Studie zur Beschreibung althebräischer Texte am Beispiel von Jes 47 (= Arbeiten zu Text und Sprache im Alten Testament. Band 44). EOS-Verlag, Sankt Ottilien 1995, ISBN 3-88096-544-7 (zugleich Dissertation, München 1994).
- Der Attributsatz. Beobachtungen zu Syntax und Redetypik (= Arbeiten zu Text und Sprache im Alten Testament. Band 46). EOS-Verlag, Sankt Ottilien 1995, ISBN 3-88096-546-3.
- „Außer mir gibt es keinen Gott!“ Eine sprach- und literaturwissenschaftliche Studie zur Ausschließlichkeitsformel (= Arbeiten zu Text und Sprache im Alten Testament. Band 49). EOS-Verlag, Sankt Ottilien 1997, ISBN 3-88096-549-8 (zugleich Habilitationsschrift, München 1996).
- Personennamen als theologische Aussagen. Die syntaktischen und semantischen Strukturen der satzhaften theophoren Personennamen in der hebräischen Bibel (= Arbeiten zu Text und Sprache im Alten Testament. Band 50). EOS-Verlag, Sankt Ottilien 1997, ISBN 3-88096-550-1.
- Althebräische Personennamen (= Lehrbücher orientalischer Sprachen. Section 2. Canaanite. Band 1). Ugarit-Verlag, Münster 2012, ISBN 978-3-86835-065-4.
- (Hrsg.): In Memoriam Wolfgang Richter (= Arbeiten zu Text und Sprache im Alten Testament. Band 100). EOS-Verlag, Sankt Ottilien 2016, ISBN 3-8306-7793-6.